# Dej
 For den rumænske by, se Dej (Rumænien).
Dej er en blanding af en væske (vand eller mælk, udelades i mørdej), mel og smagsstoffer og krydderier. Dej anvendes til bagning af brød, småkager og kager. Dej kan være helt flydende, fast eller en klæbrig, våd masse. Flydende dej bruges f.eks. til pandekager, mens dej til mange slags brød er en fast, elastisk substans. Dog er rugbrødsdej meget vådt og klistret. Dej kan også fremstilles uden væske: mørdej. Den bruges til bl.a. tærte- og tarteletbunde.
Dej indeholder ofte et hævemiddel som gær, æg eller bagepulver. Det medvirker til, at dejen hæver og bliver let og luftig.

## Forskellige dejtyper

### Mørdej/linsedej
Mørdej (også kaldet linsedej) består af hvedemel, smør og evt. æggeblomme. Mel og smør indgår i ca. lige store vægtandele. Mørdej med sukker anvendes til kager og med salt til tærter og lignende. Der anvendes mel med lavt glutenindhold, og den æltes så lidt som muligt, så dejen ikke bliver sej/brødagtig. Efter bagning bliver dejen sprød. 
Anvendes bl.a. til hindbærsnitter og småkager.

### Rullede deje
- Wienerbrødsdej (med gær og typisk 27 lag)
- Butterdej (uden gær og typisk 144 lag)

### En rørt dej/Sandkagedej
En sandkagedej røres af smør, sukker, mel (samme mængde), æg og krydderier. I nogle opskrifter kommes mælk i. Man kan bage en rørt dej i alle forme.